# Бобруйский район
Бобру́йский райо́н (бел. Бабруйскі раён) — административная единица на юго-западе Могилёвской области Республики Беларусь. Административный центр — город Бобруйск.
Численность населения — 16 204 человек (на 1 января 2025 года).

## География
Район расположен в пределах Центрально-Березинской равнины, средняя высота которой достигает 165 м над уровнем моря. Рельеф местности представляет собой полузакрытую равнину с абсолютными высотами 118—278 метров, местами слабовсхолмленная, изрезанная густой сетью рек и осушительных каналов. Полезные ископаемые: торф, глина, строительные и силикатные пески, есть минеральные родники.
Грунты на территории района преимущественно песчано-галечниковые, суглинистые и супесчаные, в долинах рек илово-песчаные, песчано-галечниковые, песчаные и торфяные. Грунтовые воды залегают на глубине 0,5—10 метров. Почвы сельскохозяйственных угодий дерново-подзолистые, дерново-подзолистые заболоченные, торфяно-болотные.
Леса района преимущественно смешанные, реже хвойные и лиственные леса. Высота деревьев — 9—28 метров, занимают площадь 641,9 км² или 38 % территории района, болота — 3836 га, общая площадь торфяников — 18 тыс. 389 га. Около одной трети лесов имеют первый и второй класс природной пожарной опасности. Наибольшая водная артерия — Березина с притоками Ола, Волчанка, Брожка. Климат района умеренно-континентальный. Среднегодовая температура — плюс 5,30°С. Средняя температура января — минус 6,70°С, июля — плюс 18,20°С. В среднем выпадает 586 мм осадков в год. Преобладающие ветра: западные и юго-западные.

### Площадь
Площадь — 1600 км², район расположен в юго-западной части Могилёвской области в 110 км от города Могилёва и в 150 км от города Минска.
Бобруйский район граничит с Глусским, Осиповичским, Кировским районами Могилёвской области, Рогачёвским, Светлогорским, Жлобинским и Октябрьским районами Гомельской области. Протяженность района с севера на юг — 46 км, с запада на восток — 65 км.

### Водная система
Основные реки — Березина, Ола, Бобруйка, Белица, Брожка, Волчанка, Вирь.
Река Белица — правый приток реки Ола (бас. Днепра). Длина — 15 км. Площадь водосбора — 126 км². Средний наклон водной поверхности — 0,8 %, берёт начало между деревень Ивановка и Заболотье, протекает около деревни Плёссы, Ковали, Микуличи; река на всём своем протяжении канализированная (центральная канава).

## Административно-территориальное деление
Всего на территории района расположено 217 населённых пунктов. Административный центр района — город Бобруйск. В административном отношении район разделён на 11 сельсоветов:
- Бортниковский
- Брожский
- Вишневский
- Воротынский
- Глушанский
- Горбацевичский
- Ковалевский
- Слободковский
- Сычковский
- Телушский
- Химовский

В 2013 году были упразднены Гороховский и Осовский сельсоветы.

## Геральдика
Герб и флаг учреждены Указом Президента Республики Беларусь от 3 января 2005 года № 1 и зарегистрированы в Государственном геральдическом регистре Республики Беларусь 6 января 2005 года № Б-29 и № Б-30.
Герб и положение о нём утверждены решениями Бобруйского городского исполнительного комитета от 27 августа 2002 года № 20-45 и городского Совета депутатов от 26 сентября 2002 года № 19-2, флаг одобрен решением Бобруйского городского исполнительного комитета от 27 августа 2002 года № 20-44.

## История
Территория Бобруйского района заселялась человеком с эпохи мезолита (IX—V тысячелетия до н. э.). С IX столетия часть территории района входила в Полоцкое, часть — в Туровское княжества (последнее со второй половины X ст. вошло в состав Киевской Руси). В XIV столетии Полоцкое и Туровское княжества вошли в состав Великого княжества Литовского.
Бобруйск, первое упоминание о котором относится к 1387 году, неизменно оставался центром различных административно-территориальных единиц. Староство, волость, уезд, округ, область…
Древние археологические памятники выявлены у реки Березины возле деревень Стасевка, Доманово, Вербки, озеро Вяхово. Возле деревни Стасевка работала археологическая экспедиция, обнаружившая на площади в 90 м² остатки наземного жилища, каменные орудия — наконечники стрел, скребки, резцы, проколки, скобели, части рыболовных и охотничьих снастей, изготовленных примерно за 6 тыс. лет до н. э.
Первое упоминание о деревнях Бортники, Ковали, Плёссы, Панкратовичи, Воротынь, Макаровичи датируются 1560 годом. В это время большая часть Бобруйского района представляла собой огромные водные просторы (см. карту Могилёвская губерния).
Район образован 4 августа 1927 года в результате объединения Бобруйского 1-го и Бобруйского 2-го районов (оба в составе Бобруйского округа), в 1930—1938 годах район находился в прямом республиканском подчинении. 12 февраля 1935 года на востоке района образован Кировский район, которому было передано 12 сельсоветов из состава Бобруйского района. 15 января 1938 года район вошёл в состав Могилёвской области, 20 сентября 1944 года — в состав Бобруйской области (упразднена 8 января 1954 года).
25 декабря 1962 года в состав Бобруйского района была передана территория Глусского и Осиповичского районов. 6 января 1965 года был вновь образован Осиповичский район, 30 июля 1966 года — Глусский район.
18 августа 1972 года в городскую черту города Бобруйска включены деревни Дедново, Киселевичи и посёлок Дедново Слободковского сельсовета и деревня Еловики Сычковского сельсовета Бобруйского района Могилёвской области.

## Население
Численность населения — 16 204 человек (на 1 января 2025 года). На 1 января 2024 года численность населения — 16 500 человек.
Численность населения — 16 904 человек (на 1 января 2023 года).
- Численность населения Бобруйского района на 1 января 2016 года составила 17 362 человека (на 1 января 2015 г. 17 582 чел.).
- В структуре населения района численность граждан в трудоспособном возрасте составляет 46,5 % (8075 чел).

Численность граждан старше трудоспособного возраста составляет 37,5 % (6512 чел), младше трудоспособного возраста — 16,0 % (2775 чел.).
- В 2015 году в районе отмечалось увеличение рождаемости на 14,6 % и снижение смертности на 4,1 %. В 2015 г. в районе родилось 244 ребёнка (в 2014 году — 213), умерло — 467 человек (в 2014 г. — 487 человек). Естественная убыль населения в 2015 г. составила −223 человек (в 2014 году −274 человека). Показатель «прирост/убыль» населения остается со знаком «минус», но с тенденцией к сокращению. В посёлке Глуша — 1,4 тысяч человек[17].

| Численность населения (по годам) | Численность населения (по годам) | Численность населения (по годам) | Численность населения (по годам) | Численность населения (по годам) | Численность населения (по годам) | Численность населения (по годам) | Численность населения (по годам) | Численность населения (по годам) | Численность населения (по годам) | Численность населения (по годам) | Численность населения (по годам) | Численность населения (по годам) | Численность населения (по годам) | Численность населения (по годам) |
| -------------------------------- | -------------------------------- | -------------------------------- | -------------------------------- | -------------------------------- | -------------------------------- | -------------------------------- | -------------------------------- | -------------------------------- | -------------------------------- | -------------------------------- | -------------------------------- | -------------------------------- | -------------------------------- | -------------------------------- |
| 1939                             | 1959                             | 1970                             | 1979                             | 1989                             | 1996                             | 2001                             | 2002                             | 2003                             | 2004                             | 2005                             | 2006                             | 2007                             | 2008                             | 2009                             |
| 61 973                           | ↘57 089                          | ↘52 671                          | ↘39 870                          | ↘31 957                          | ↘28 900                          | ↘25 962                          | ↘25 314                          | ↘24 668                          | ↘24 008                          | ↘23 177                          | ↘22 525                          | ↘22 099                          | ↘21 687                          | ↘21 164                          |
| 2010                             | 2011                             | 2012                             | 2013                             | 2014                             | 2015                             | 2016                             | 2017                             | 2018                             | 2019                             | 2020                             | 2021                             | 2022                             | 2023                             | 2024                             |
| ↘20 544                          | ↘19 827                          | ↘18 964                          | ↘18 471                          | ↘17 978                          | ↘17 582                          | ↘17 362                          | ↘17 074                          | ↘16 683                          | ↘16 254                          |                                  |                                  |                                  | ↗16 904                          | ↘16 500                          |
| 2025                             |                                  |                                  |                                  |                                  |                                  |                                  |                                  |                                  |                                  |                                  |                                  |                                  |                                  |                                  |
| ↘16204                           |                                  |                                  |                                  |                                  |                                  |                                  |                                  |                                  |                                  |                                  |                                  |                                  |                                  |                                  |

По итогам переписи 2019 года, в районе проживало 87,83% белорусов, 5,89% русских, 1,43% украинцев, 0,25% поляков и представители других национальностей.
На 1 января 2018 года 16,4 % населения района были в возрасте моложе трудоспособного (предпоследнее место в области), 45,5 % — в трудоспособном возрасте (последнее место в области), 38,1 % — в возрасте старше трудоспособного (первое место в области). Средние показатели по Могилёвской области — 17,5 %, 56,8 % и 25,7 % соответственно. 51,8 % населения составляли женщины, 48,2 % — мужчины (средние показатели по Могилёвской области — 52,9 % и 47,1 % соответственно, по Республике Беларусь — 53,4 % и 46,6 %).
Коэффициент рождаемости в районе в 2017 году составил 10 на 1000 человек, коэффициент смертности — 31,5. Средние показатели рождаемости и смертности по Могилёвской области — 10,5 и 13,6 соответственно, по Республике Беларусь — 10,8 и 12,6 соответственно. Уровень смертности в районе самый высокий в области, уровень рождаемости — один из самых низких. Всего в 2017 году в районе родились 169 и умерли 531 человек.
В 2017 году в районе было заключено 72 брака (4,3 на 1000 человек, средний показатель по Могилёвской области — 7,1) и 31 развод (1,8 на 1000 человек, средний показатель по Могилёвской области — 3,6). По уровню заключения браков район делит последнее место в области с Дрибинским районом, по уровню разводов тоже занимает последнее место в области.

## Экономика
Среднемесячная номинальная начисленная заработная плата (до вычета подоходного налога и второй части страховых отчислений) в 2017 году в Бобруйском районе составила 566,2 рубля (около 280 долларов). Район занимает 22-е место в Могилёвской области, опережая только Мстиславский район, и 114-е место по уровню заработной платы среди 129 районов и городов областного подчинения Республики Беларусь. Средняя зарплата в Бобруйске (учитывается отдельно) — 691 рубль.

### Сельское хозяйство
Сельское хозяйство имеет ведущую роль в экономике района.
По состоянию на начало 2022 года в районе действуют 9 сельскохозяйственных организаций и 56 фермерских хозяйства:
- ОАО «Стасевка»
- СПК «Гигант»
- ОАО «Михалевская Нива»
- ОАО «Невский-Агро»
- Филиал «Воротынь» ОАО «БЗТДиА»
- Филиал «Пищевик-Агро» ОАО «Красный пищевик-АгроСервис»
- ОАО «Агрокомбинат Бобруйский»
- ОАО «Совхоз Киселевичи»
- ЗАО «Птицефабрика «Вишневка»

Общая посевная площадь сельскохозяйственных культур в организациях района (без учёта фермерских и личных хозяйств населения) в 2017 году составила 37 145 га (371 км², 8-е место в Могилёвской области). В 2017 году под зерновые и зернобобовые культуры было засеяно 14 061 га, под сахарную свёклу — 693 га, под кормовые культуры — 18 771 га. Валовой сбор зерновых и зернобобовых культур в сельскохозяйственных организациях в 2017 году составил 33,5 тыс. т. По валовому сбору зерновых в 2017 году район занял 14-е место в Могилёвской области. Средняя урожайность зерновых в 2017 году составила 24,8 ц/га (средняя урожайность по Могилёвской области — 33,4 ц/га, по Республике Беларусь — 33,3 ц/га). По этому показателю район занял 18-е место в Могилёвской области. Валовой сбор свеклы сахарной в сельскохозяйственных организациях составил 17,1 тыс. т в 2017 году при урожайности 258 ц/га (средняя урожайность по Могилёвской области — 366 ц/га, по Республике Беларусь — 499 ц/га).
На 1 января 2018 года в сельскохозяйственных организациях района содержалось 25,1 тыс. голов крупного рогатого скота, в том числе 9,1 тыс. коров, а также 13,7 тыс. свиней и 465,5 тыс. голов птицы. По поголовью крупного рогатого скота район занял 10-е место в Могилёвской области, по поголовью свиней — 7-е, по поголовью птицы — 3-е. В 2017 году сельскохозяйственные организации района реализовали 3,4 тыс. т скота и птицы на убой (в живом весе) и произвели 31,8 тыс. т молока и 75,1 млн яиц. По производству молока район занял 10-е место в Могилёвской области, по производству яиц — 2-е. Средний удой молока с коровы — 3602 кг (средний показатель по Могилёвской области — 4296 кг, по Республике Беларусь — 4989 кг).

## Достижения
Сельхозугодья района занимают 67589 га, из которых пахотные −35,7 тыс. га, распаханность составляет 52,9 %. Балл сельхозугодий −31,0, пашни — 34,4. Производство валовой продукции за 2006—2010 гг. составило 104,5 %.
Производство молока в 2010 году составило 43338,3 тонны или 103,2 % по сравнению с прошлым годом. Валовой привес КРС за 2010 год равняется 4323,3 тонны или 108 % по сравнению с 2010 годом, среднесуточный привес крупного рогатого скота составил 691 грамм. Привес свиней за 2010 год составил 895,7 т. или 123 % по сравнению с 2010 годом, среднесуточный привес свиней составил 452 грамма.
Поголовье КРС 29,9 тыс. голов, среди которых 10,8 тыс. голов дойных коров. Поголовье свиней 10,1 тыс. голов, что на 2,3 тыс. голов больше, чем в 2010 году.
В 2011 году Бобруйский район занял первое место в ТОП-10 районов страны по урожайности картофеля, обогнав прошлогоднего лидера Минский район. На 1 ноября 2011 года в Бобруйском районе выкопали 40 200 тонн картофеля. Для сравнения — в прошлом году этот показатель не дотягивал до «двадцатки» — 18 478 тонн. Средняя урожайность картофеля в этом году по району составила 364 ц/га. Лидер в картофелеводстве, не только Бобруйского района, но и области — СПК «Гигант».

## Транспорт
Через район проходят железные дороги Минск — Бобруйск — Гомель, Бобруйск — Октябрьский, автодороги М5 Минск — Гомель, Р43 Кричев — Бобруйск — Слуцк — Ивацевичи, Р93 Могилёв — Бобруйск, Р31 Бобруйск — Мозырь. По Березине осуществляется судоходство.

## Образование
В 2017 году в районе насчитывалось 14 учреждений дошкольного образования (включая комплексы «детский сад — школа») с 0,4 тыс. детей. В 2017/2018 учебном году в районе действовало 15 учреждений общего среднего образования, в которых обучалось 1,5 тыс. учеников. По численности учащихся район занимает одно из последних мест в области, опережая только Краснопольский, Дрибинский и Хотимский районы. В школах района работало 280 учителей. В среднем на одного учителя приходилось 5,3 ученика (среднее значение по Могилёвской области — 8,4, по Республике Беларусь — 8,7). По численности учеников на одного учителя район занимает предпоследнее место в области, опережая только Хотимский район. В деревне Каменка действует учреждение специального образования — Каменская государственная вспомогательная школа-интернат (одно из трёх аналогичных заведений в области).
На 2021 год насчитывается 35 учреждений общего среднего образования.

## Культура
- Бобруйский краеведческий музей
- Бобруйский художественный музей

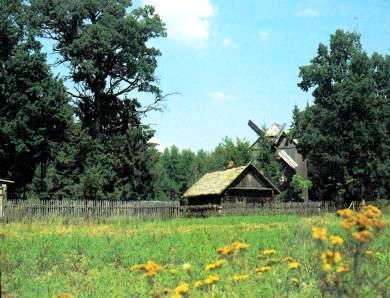
Центр ремёсел — этнографический музей под открытым небом в Глуша

- Центр ремёсел — этнографический музей под открытым небом в Глуша
- Дом-музей Алеся Адамовича в Глуша
- В Сычково расположен Бобруйский районный историко-краеведческий музей
- Литературно-краеведческий музей А. С. Пушкина в дер. Телуша

## Достопримечательности
- Бобруйская крепость
- Особняк купчихи Кацнельсон
- Бобруйская синагога
- Свято-Никольский собор
- Свято-Георгиевский храм
- Церковь Непорочного Зачатия Пресвятой Девы Марии
- Школьный музей А. С. Пушкина в дер. Телуша в ней представлена белорусская ветвь генеалогического древа потомков пушкинского рода. Могила Натальи Александровны Воронцовой-Вельяминовой, дочери А. А. Пушкина, внучки А. С. Пушкина.
- Церковь Св. Николая (Свято-Троицкая церковь) в дер. Телуша  Храм возведён в начале XX века на средства Павла Аркадьевича Воронцова-Вельяминова и его супруги Натальи Александровны Воронцовой-Вельяминовой, внучки А. С. Пушкина.
- Дубовский каскад озёр. Ландшафтный заказник представляет собой уникальный по эстетической и природной ценности объект. На протяжении 14 км в направлении с севера на юг река Вирь соединяет между собой четыре озера — Драгочин, Усох, Плавун и Вяхово. Общая площадь составляет 191 га.
- Часовня-усыпальница Забелло — культовое сооружение на католическом кладбище графского рода Забелло в д. Изюмово.
- Братская могила в Сычково, где захоронен Герой Советского Союза Селезнёв М. Г.
- Музей аэродромной и военной техники 83-го отдельного ордена Красной Звезды инженерно-аэродромного полка в Бобруйск

### Памятник, скульптура
- В Сычково расположен Мемориальный комплекс "Курган Славы". Мемориальный комплекс в д. Сычково в честь воинов 1-го Белорусского фронта и партизан, погибших при освобождении Бобруйского района в июне 1944 года, возведён 4 ноября 1967 года. В основу курганной насыпи заложены капсулы с землей из 70 братских могил, расположенных в Бобруйском районе, у подножия установлена четырехметровая скульптурная композиция на 18-метровом постаменте и шесть стел в честь Героев Советского Союза — уроженцев Бобруйского района. В 2000-х годах были добавлены новые памятники — Ворота Славы у трассы Бобруйск — Минск и 13 памятных досок в честь Героев Советского Союза.
- Памятный знак (макет ДЗОТа) в Сычково в честь Героя Советского Союза, старшего сержанта Селезнёва М. Г., который повторил 30 июня 1944 года подвиг А. Матросова, закрывшего своим телом амбразуру вражеского дзота.
- Памятный знак на месте усадьбы, где родился белорусский драматург В. И. Дунин-Марцинкевич, в Панюшковичи
- Памятный знак в честь воинов-освободителей и успешной переправы через р. Березина в Щатково